# Fassade

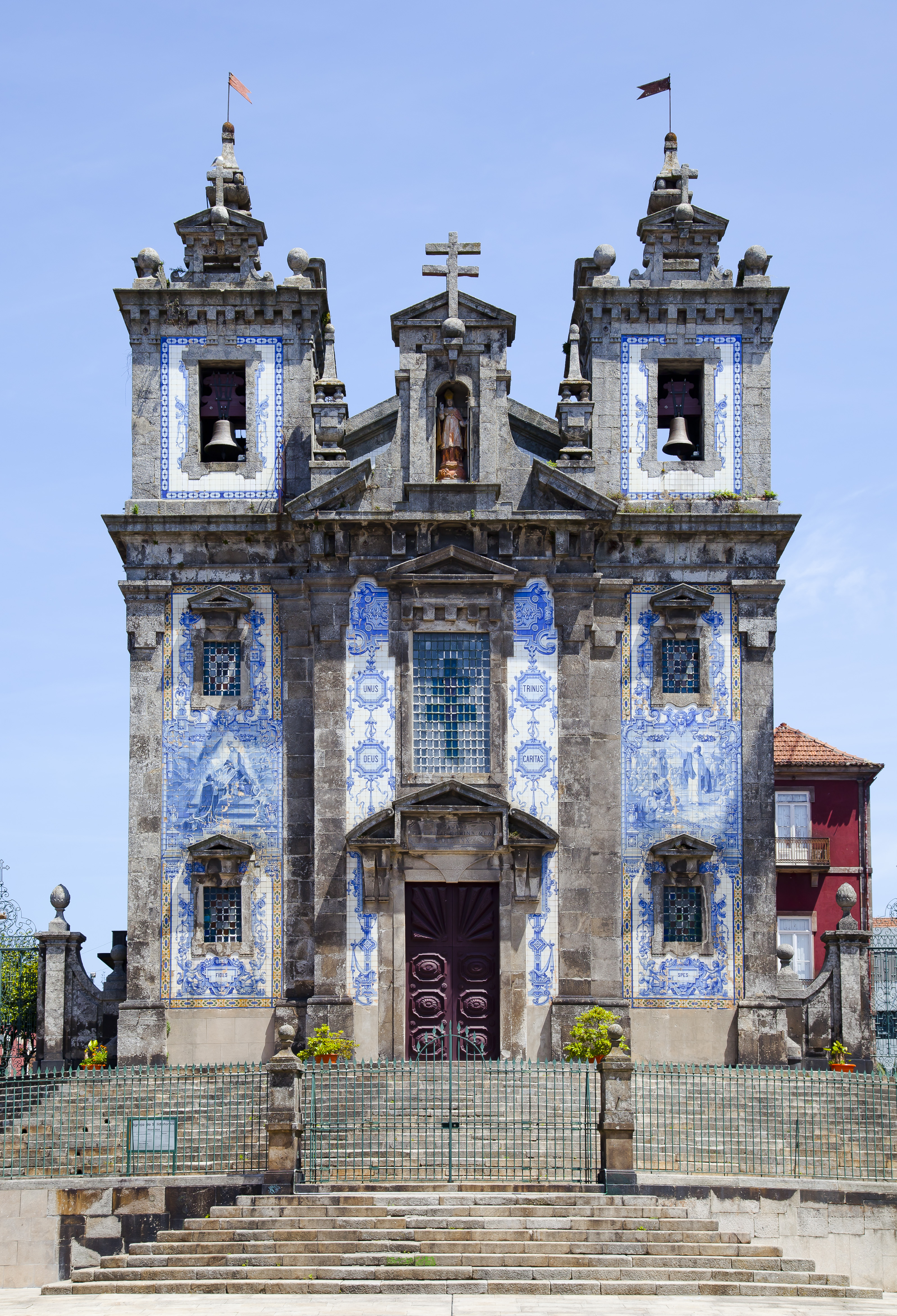
Üppig mit Azulejos dekorierte Fassade der Kirche San Ildefonso, Porto (Portugal)

Die Fassade (von französisch façade, über italienisch facciata, ursprünglich von lateinisch facies ‚Angesicht/Gesicht‘) ist ein gestalteter, oft repräsentativer Teil der sichtbaren Hülle (Gebäudehülle oder Außenhaut) eines Gebäudes.

## Begriff
In der Architekturgeschichte bezieht sich der Begriff auf die Hauptansichtsseite oder Schauseite eines Gebäudes, also die Gebäudefront. Das war in der Regel die Seite, die dem öffentlichen Stadtraum (Straße, Platz) zugewandt war. Die anderen Seiten der Gebäude waren oft schlichter ausgeführt. Bei Kirchen war zum Beispiel in der Regel die Westfassade, in Großbritannien auch Schirmfassade genannt, am aufwändigsten gestaltet. Besonders bei freistehenden Bauwerken konnten jedoch auch mehrere oder alle Seiten des Gebäudes als gestaltete Fassade ausgeführt sein (z. B. La Rotonda). Unterschieden werden sie in der Regel nach Himmelsrichtungen. Eine besondere Art der Fassade ist die Turmfassade, die die einheitliche Gestaltung der Schauseite eines Bauwerkes unter Einbeziehung eines oder mehrerer Türme meint. (Vgl. → Doppelturmfassade, → Fassadenturm)
Die einzelnen Teile einer Fassade, wie zum Beispiel Fenster oder Blendsäulen, heißen Fassadenelemente.

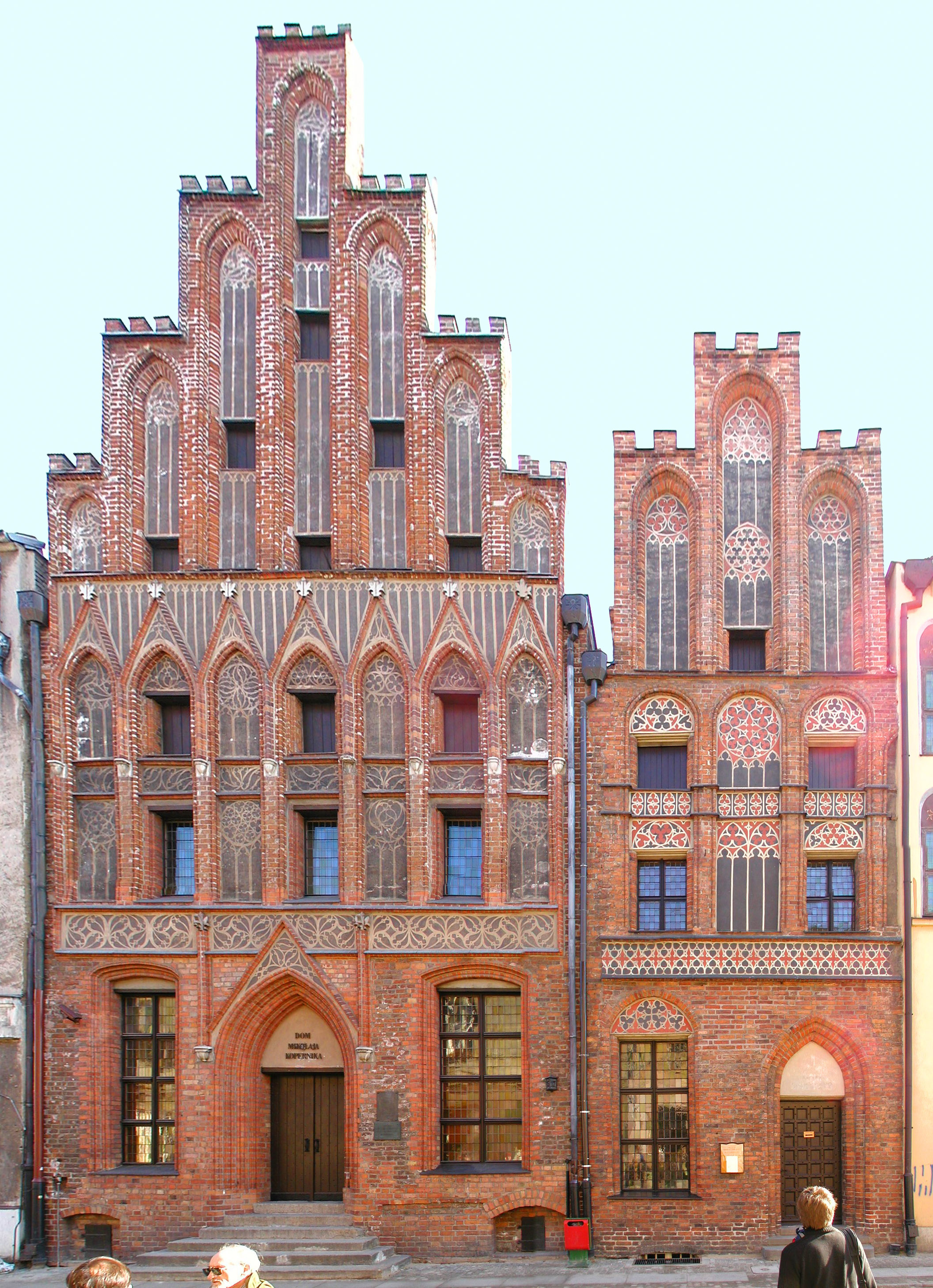
Kopernikus-Haus in Toruń, mit Staffelgiebel

Im 20. und 21. Jahrhundert wird der Begriff Fassade auch für weniger repräsentative und aufwändige Gebäudeansichten gebraucht. Er bezeichnet nicht mehr unbedingt nur noch eine bestimmte Ansicht, sondern das wesentliche Prinzip der sichtbaren Gebäudehülle.

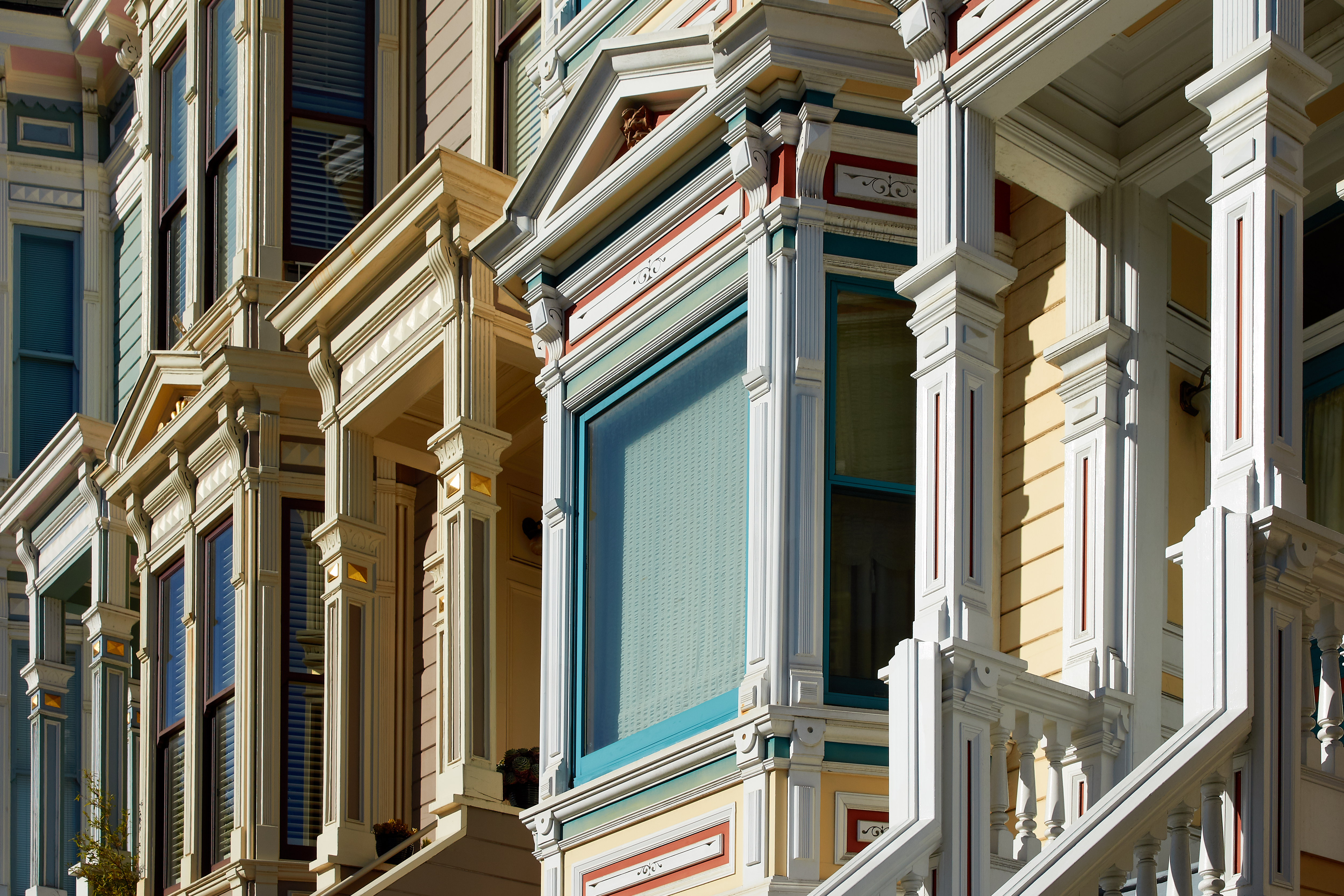
Viktorianische Wohnhausfassaden in San Francisco

Der Begriff wird häufig synonym zu Außenwand verwendet. Allerdings ist eine leichte vorgehängte Glasfassade keine Wand, und eine unverputzte Wand würde zumeist nur dann als Fassade bezeichnet werden, wenn sie zumindest einige Wandöffnungen enthält oder Gestaltungselemente darauf hindeuten, dass die Wand dauerhaft als Sichtfläche des Gebäudes dienen soll. Eine Fassade soll also nicht nur Gebäudehülle, sondern auch Ansicht sein. Als Außenwand wird dagegen das funktionale Bauteil bezeichnet, das den Außenraum vom Innenraum trennt.

## Typologie

### Gestaltung
- Eine Lochfassade ist eine in Massivbauweise erstellte Wand mit einzelnen, klar abgegrenzten Fenster- und Türöffnungen, wobei die Öffnungen seit der Moderne absichtlich keine verzierenden Umrahmungen aufweisen, wie sie für die historische Architektur typisch waren.
- Als Lamellenfassade wird eine Fassade bezeichnet, bei der Lamellen ein wichtiger Gestaltungsfaktor sind.
- Wandvorlagen heißen Bauteile, die gegenüber der eigentlichen Wandfläche nach außen treten und Fassaden deutlicher gliedern. Dazu gehören unter anderem Aufkantungen, Wand- bzw. Pfeilervorlagen, Gesimse, Schrammborde, Fensterbänke und Konsolen.[3]

### Funktion

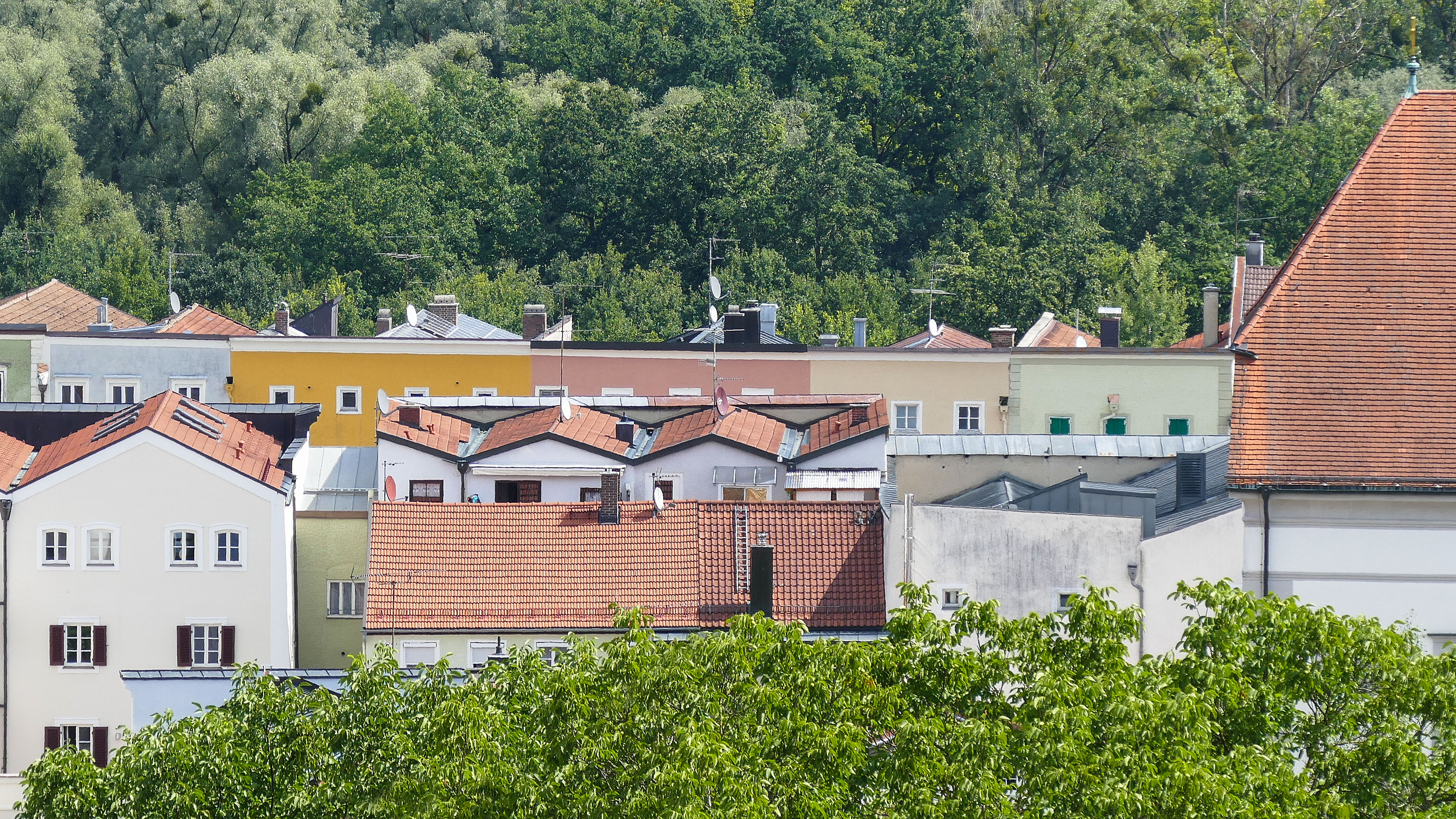
Blendfassaden am Stadtplatz von Tittmoning, Oberbayern: In der Bildmitte ist zu erkennen, dass die zum Platz hin gerichteten Fassaden in der Art einer Attika über den Ortgang des Daches hinausreichen.

- Blendfassade: Nicht zu verwechseln mit Vorhangfassade oder Verblendern. Teils auch bezeichnet als Schaufassade und oft identisch mit der besonders aufwändig gestalteten Straßenfassade. Der Begriff Blendfassade bezeichnet eine dem Gebäude lediglich vorgeblendete Fassade, die entweder nicht Teil der Tragstruktur ist, so dass sie leicht entfernt und erneuert werden kann, oder die einen Eindruck vermittelt, der aus verschiedenen Gründen nicht zum dahinter befindlichen Gebäude passt. So kann die Fassade die Funktion oder die Struktur des Gebäudeinneren verschleiern. Im technischen Sinne wird unter einer Blendfassade auch eine neue Fassade verstanden, die einer bereits existierenden Fassade vorgesetzt wird; siehe Blende (Architektur).

Blendfassaden wurden und werden insbesondere von Vertretern der Moderne kritisiert. Wenn der Begriff „Blendfassade“ abwertend verwendet wird, soll er etwa die Kulissenhaftigkeit und den Maskencharakter von Architektur anprangern.
- Medienfassaden integrieren verschiedene Medien in oder vor Fassaden. Seit den 1990er Jahren wurden an Fassaden durch neue Drucktechniken ermöglichte „Fassadenbanner“ oder „Gebäudeposter“ befestigt. Manchmal wird auch ein Baugerüst als Werbeträger verwendet.[4]

Heute werden etwa über LED (z. B. am Uniqa Tower in Wien oder am Bayer-Hochhaus in Leverkusen), Leuchten (z. B. an den Park Kolonnaden in Berlin und am Kunsthaus Graz) oder Bildschirme (Times Square in New York) interaktive Licht- und Mediensequenzen eingespielt. Das Fassadenbild wirkt dadurch äußerst dynamisch. Siehe auch: Außenwerbung.

### Material

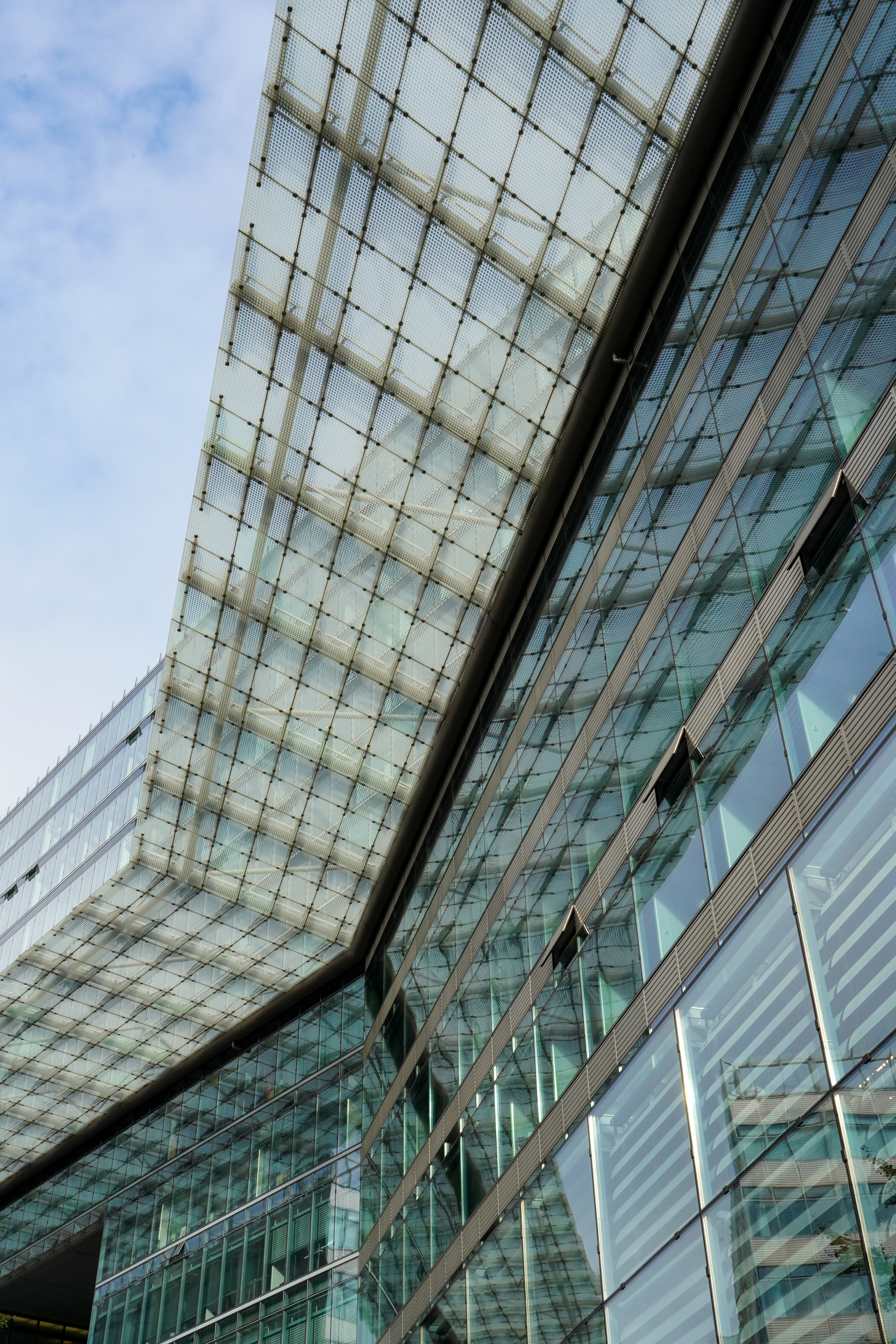
Glasfassade (Neues Kranzler Eck von Helmut Jahn)

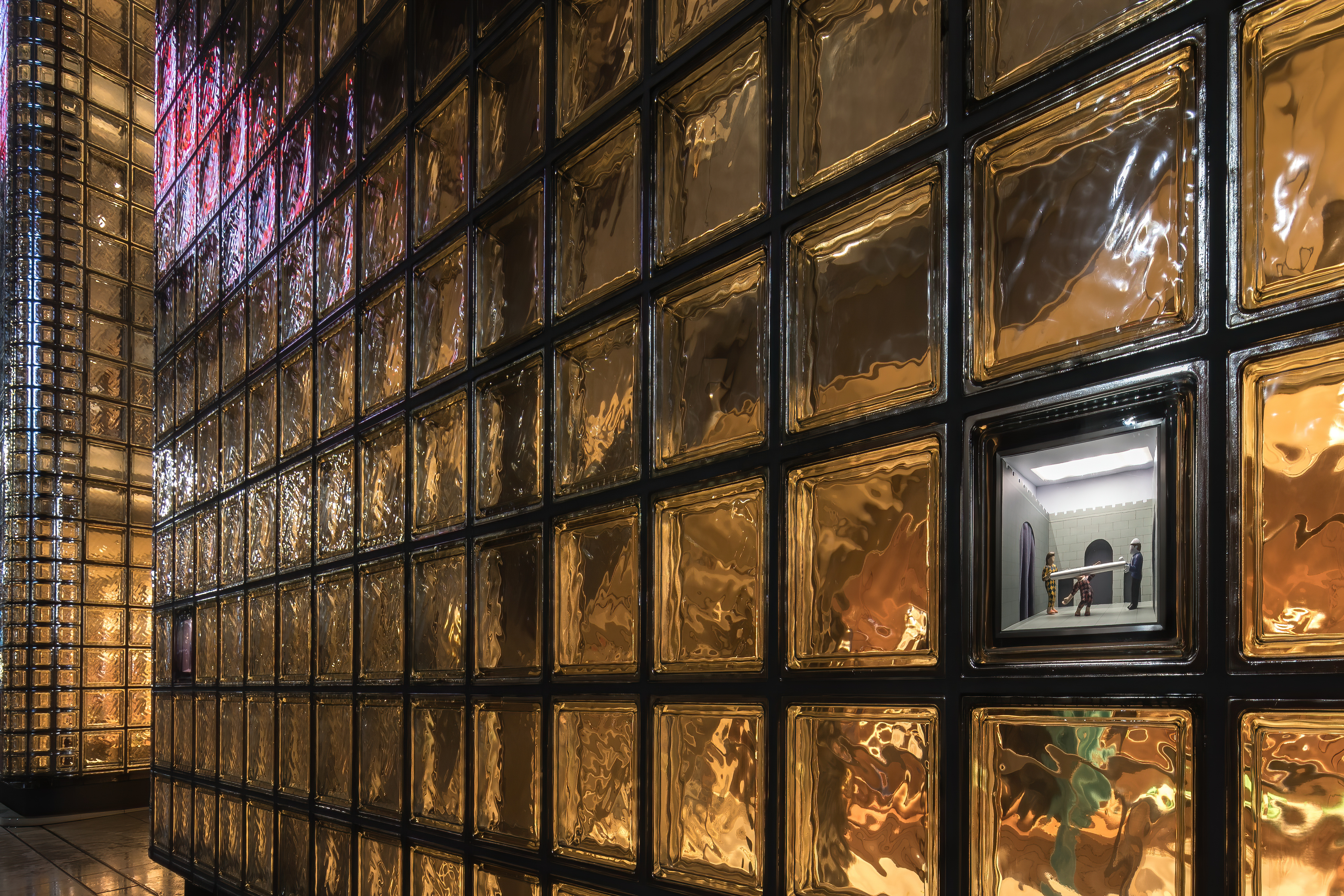
Fassade aus Glasbausteinen des Hauptsitzes der Maison Hermès in Ginza, Tokio

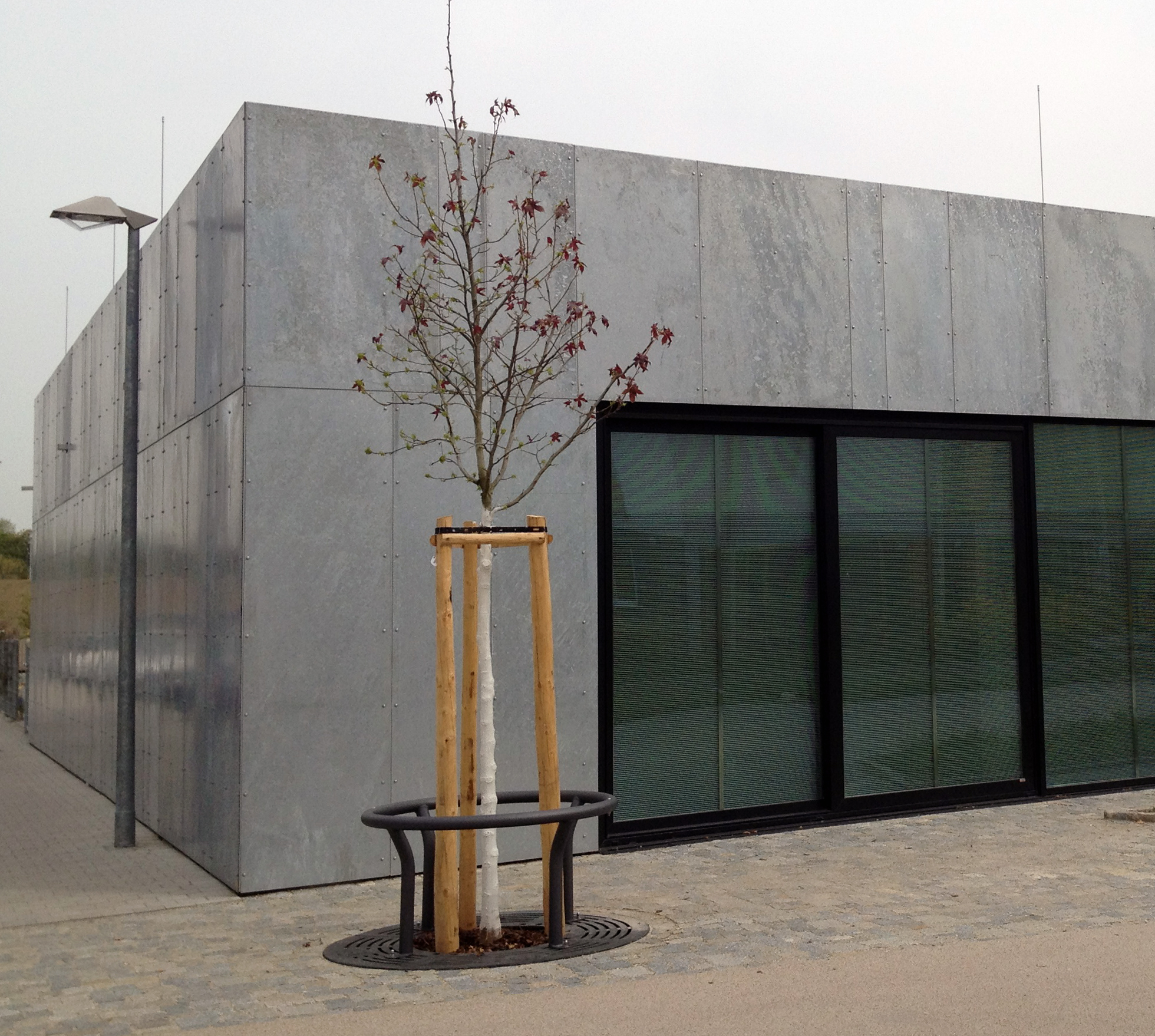
Metallfassade aus feuerverzinktem Stahl gemäß DIN EN ISO 1461

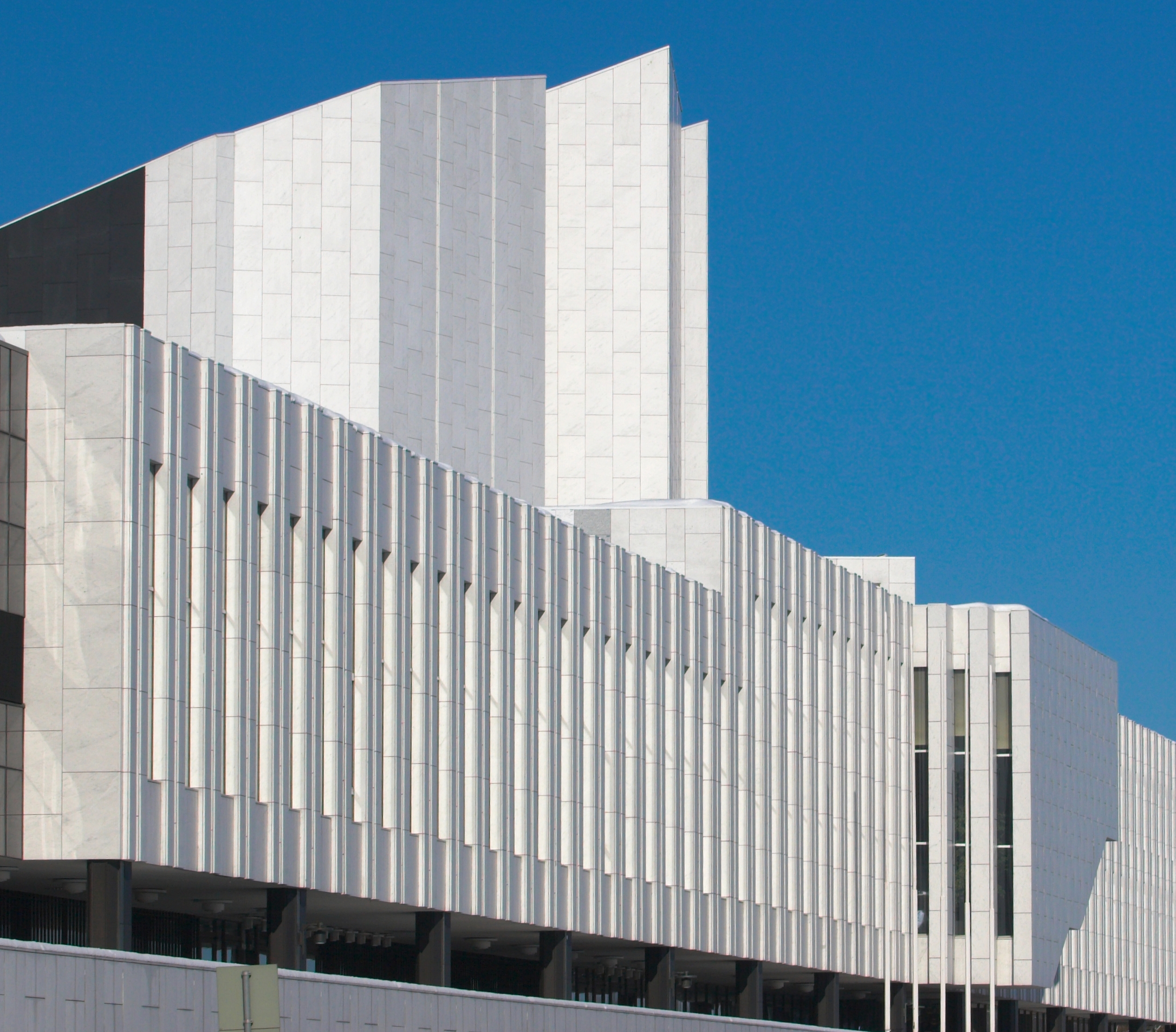
Natursteinfassade aus Carrara-Marmor: Finlandia-Halle von Alvar Aalto

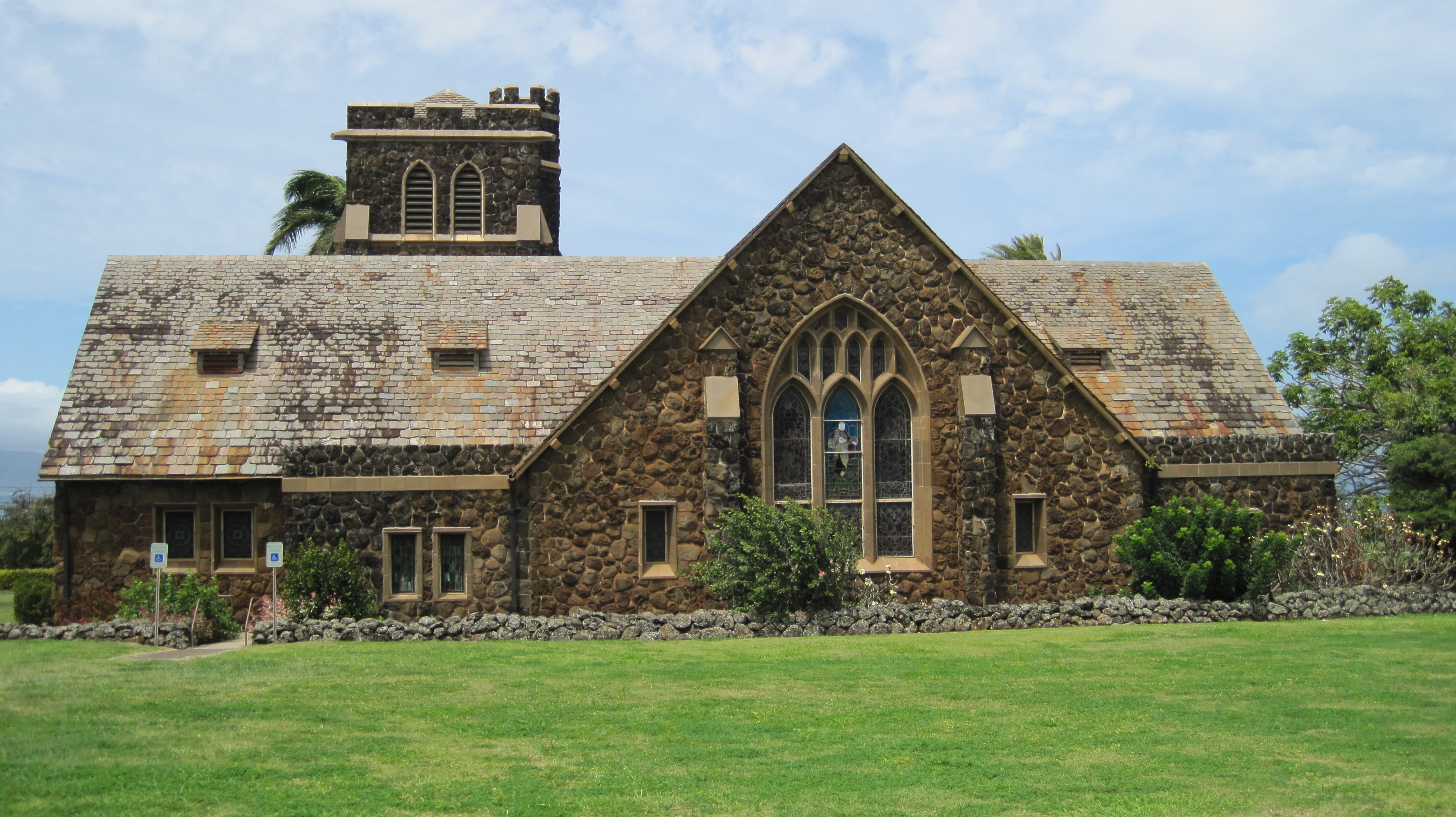
Fassade aus Lavagestein der Makawao Union Church auf Maui

- Glasfassaden sind Fassaden, die überwiegend aus Glas gefertigt sind.
- Aluminiumfassaden sind vor allem aus Aluminium gefertigt.
- Holzfassaden sind Fassadensysteme, die aus Profilen und Platten aus Vollholz oder Materialien mit Rohstoffanteilen aus Holz bestehen.
- Natursteinfassaden bestehen aus massiven Natursteinen (DIN 1053) und können Verblendmauerwerk (DIN 1053) oder Bekleidungsplatten (DIN 18516-3) sein.
- Metallfassaden aus feuerverzinktem Stahl nach DIN 18516-1 haben die Besonderheit, dass sowohl die Bekleidungselemente als auch die Unterkonstruktion und Verbindungselemente feuerverzinkt (stückverzinkt) ausgeführt werden dürfen.
- Die Putzfassade gibt dem Haus Schutz vor Witterungen und Widrigkeiten.

### Konstruktion
Der konstruktive Aufbau dieses Bauteils ist ein komplexes Objekt der Bautechnik. Es gibt eine Vielzahl von Konstruktionsarten.
- Eine Pfosten-Riegel-Fassade ist eine Glasfassade, bei der die Glasscheiben linear zwischen vertikalen Pfosten und horizontalen Riegeln befestigt sind. Dabei treten nach außen die Halteleisten der Pfosten und Riegel zu Tage.
- Bei der Structural-Glazing-Fassade werden die Glasscheiben geklebt oder über Klemmprofile zwischen den einzelnen Scheiben oder einzelne Punkte gehalten. Die Fugen zwischen den einzelnen Scheiben werden mit einer dauerelastischen Dichtungsmasse versiegelt. Die Press- und Deckleisten entfallen, sodass der Eindruck einer halterlosen Ganzglasfassade erzeugt wird.
- Hinterlüftete Außenwandbekleidungen nach DIN 18516 werden auch als Vorgehängte hinterlüftete Fassaden, abgekürzt VHF bezeichnet. Sie bestehen aus der eigentlichen Fassadenbekleidung (Witterungsschutz) und der durch einen Hinterlüftungsraum konstruktiv getrennt angeordneten Wärmedämmung. Voraussetzung ist ein statisch tragender Verankerungsgrund.
- Vorhangfassaden (engl. Curtain wall) nach DIN EN 13119. Sie bestehen aus großflächigen, im Baukörper verankerten Elementen und erfüllen alle Funktionen einer raumabschließenden Außenwand. Die Fassade trägt außer ihrem Eigengewicht keine statischen Lasten. Die Lasten werden über die Konstruktion des Bauwerks abgetragen. Die Vorhangfassade wird in der Regel in Kombination mit einer Skelettbauweise eingesetzt. Diese Bauart erfordert eine CE-Kennzeichnung.
- Fassadenfliesen werden nach bauaufsichtlicher Zulassung und gutachterlicher Stellungnahme bis zu einer Größe von 70 × 40 cm auf einem Wärmedämmverbundsystem im Dünnbett verarbeitet werden.
- Eine Wärmedämmverbundfassade ist ein Fassadensystem zum außenseitigen Dämmen von Gebäudeaußenwänden. Dabei wird Dämmmaterial auf der Außenwand befestigt, mit einer Armierungsschicht versehen und schließlich verputzt und eventuell angestrichen.

Der größte Fassadenprüfstand Europas steht seit dem Jahr 2008 an einer Teilschule der Hochschule Luzern. Die 2,5 Meter tiefe Prüfkammer mit einer 8 m × 12 m großen Öffnung dient der Überprüfung der Luftdurchlässigkeit, der Schlagregendichtheit und des Widerstandes gegen Windlast.

## Im 20./21. Jahrhundert
Die Fassade ist ein wichtiges Thema der Architektur. Von Vitruv bis zu den zeitgenössischen Architekten spielt die Gestaltung der Fassade eine herausragende Rolle.
Mit der Moderne in der Architektur wurde auch versucht, der Fassade den Charakter des „Trennenden“ oder „Maskenhaften“ zwischen Außen und Innen zu nehmen. Verschiedenste Architekten gestalteten so stärker den Innenraum und die Fassade kaum. Dazu zählen einzelne Architekten des Bauhauses und besonders Hans Scharoun (1893–1972), der versuchte, die Fassade als reinen Ausdruck des Inneren zu gestalten. Jean Nouvel gelang 1987 mit dem Institut du monde arabe ein Meilenstein der zeitgenössischen Fassadenarchitektur. Die Galerie zeigt einige herausragende Beispiele modernistischer Fassaden.

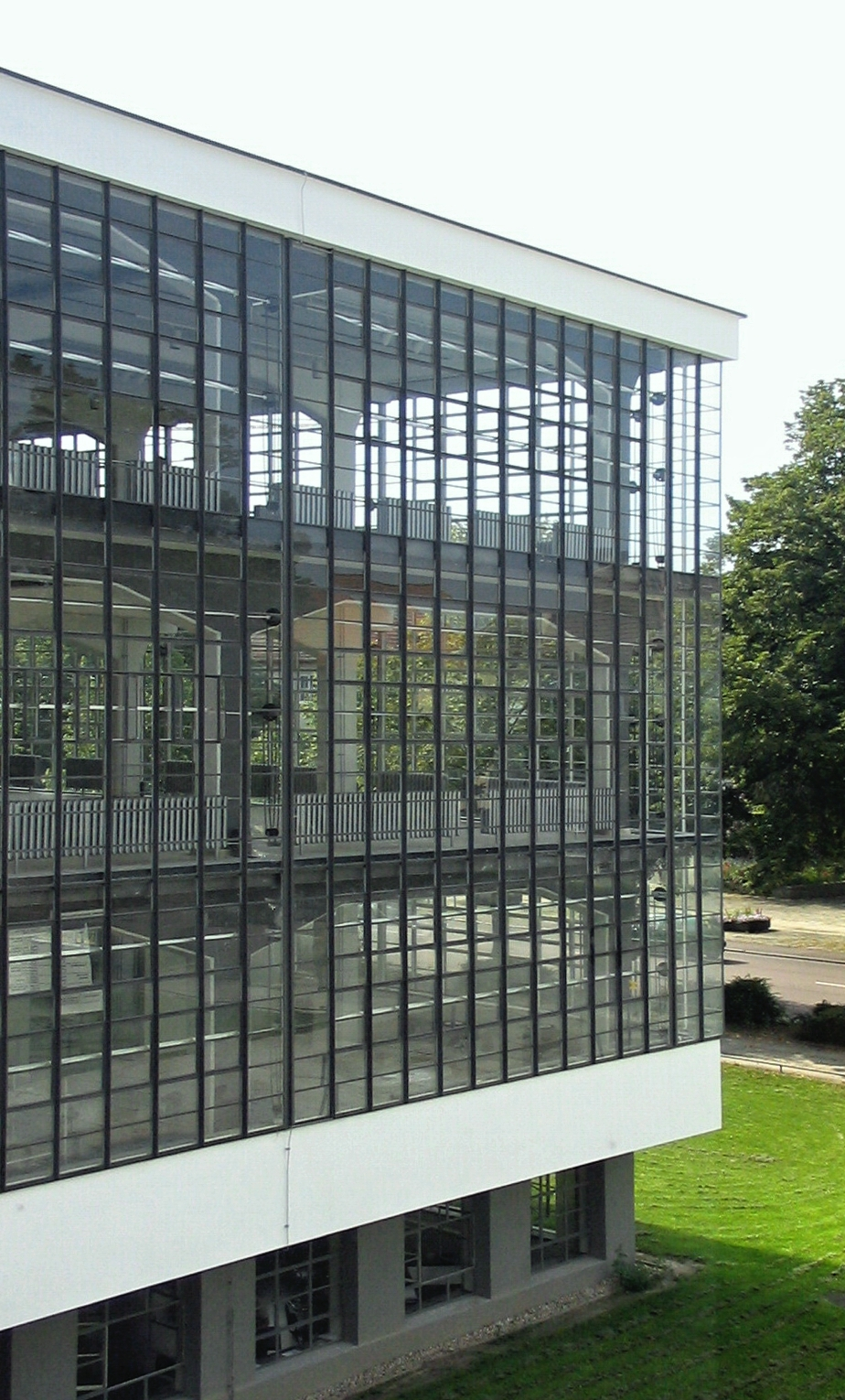
Glas-Vorhangfassade des Bauhauses Dessau, Walter Gropius
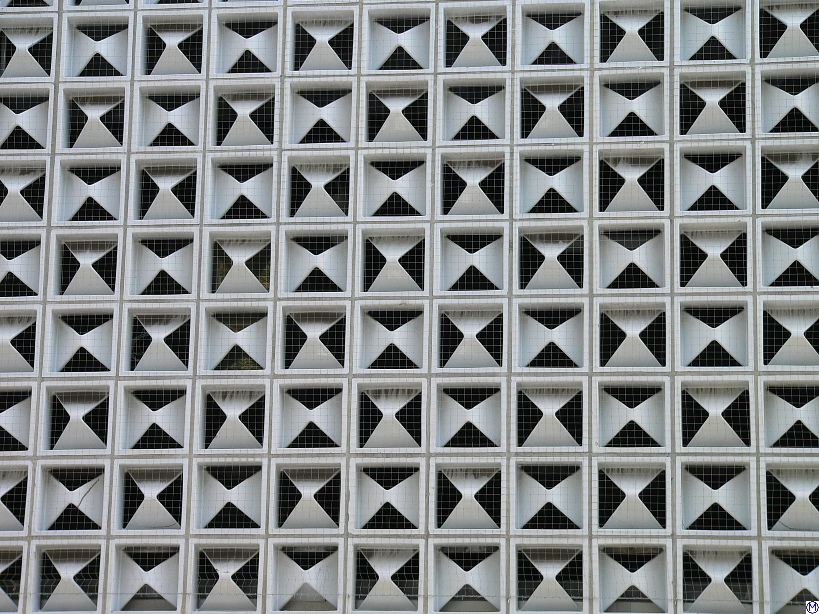
Hortenkacheln
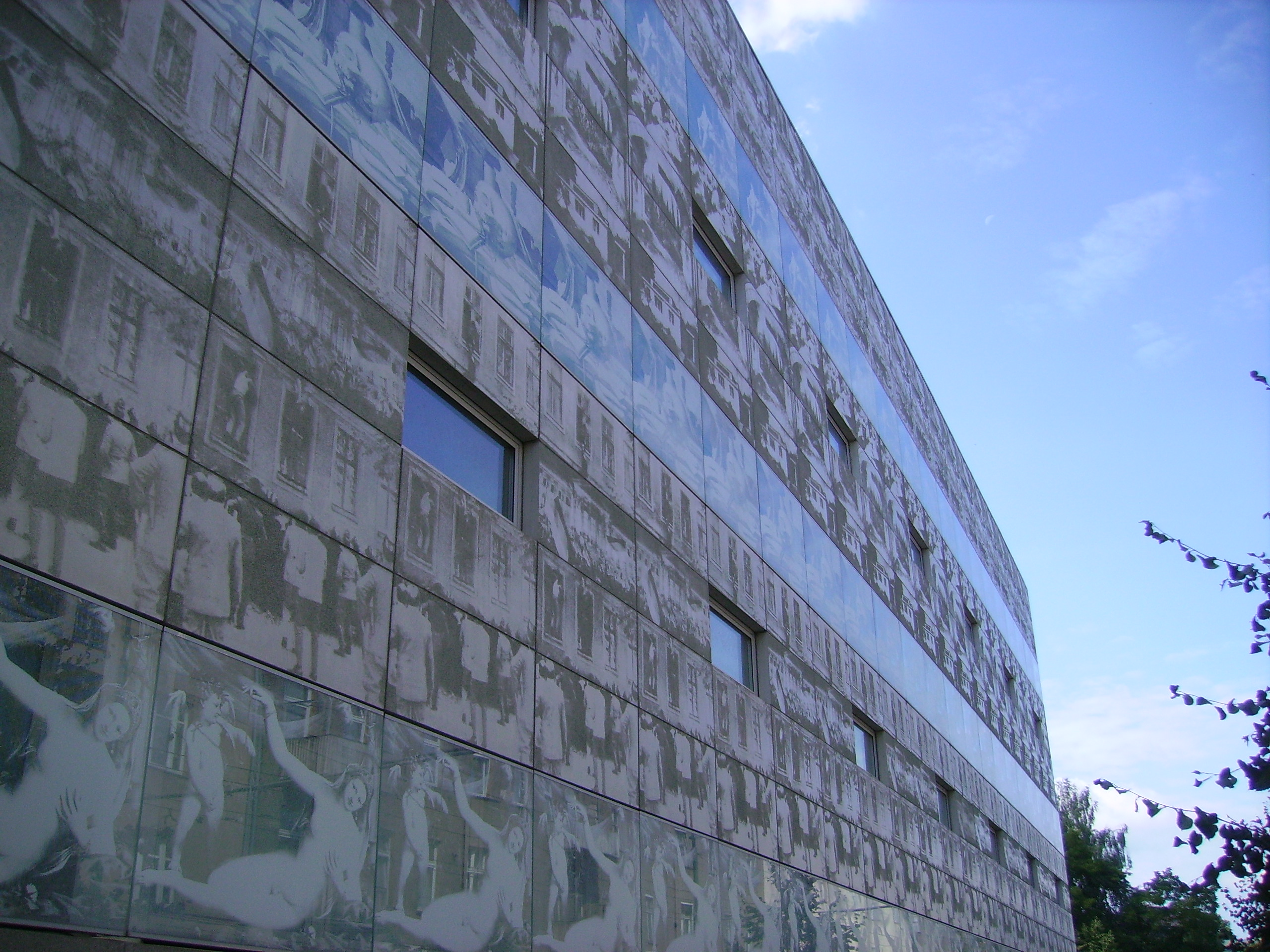
Fotobeton-Fassade der Bibliothek der Fachhochschule Eberswalde, Herzog & de Meuron
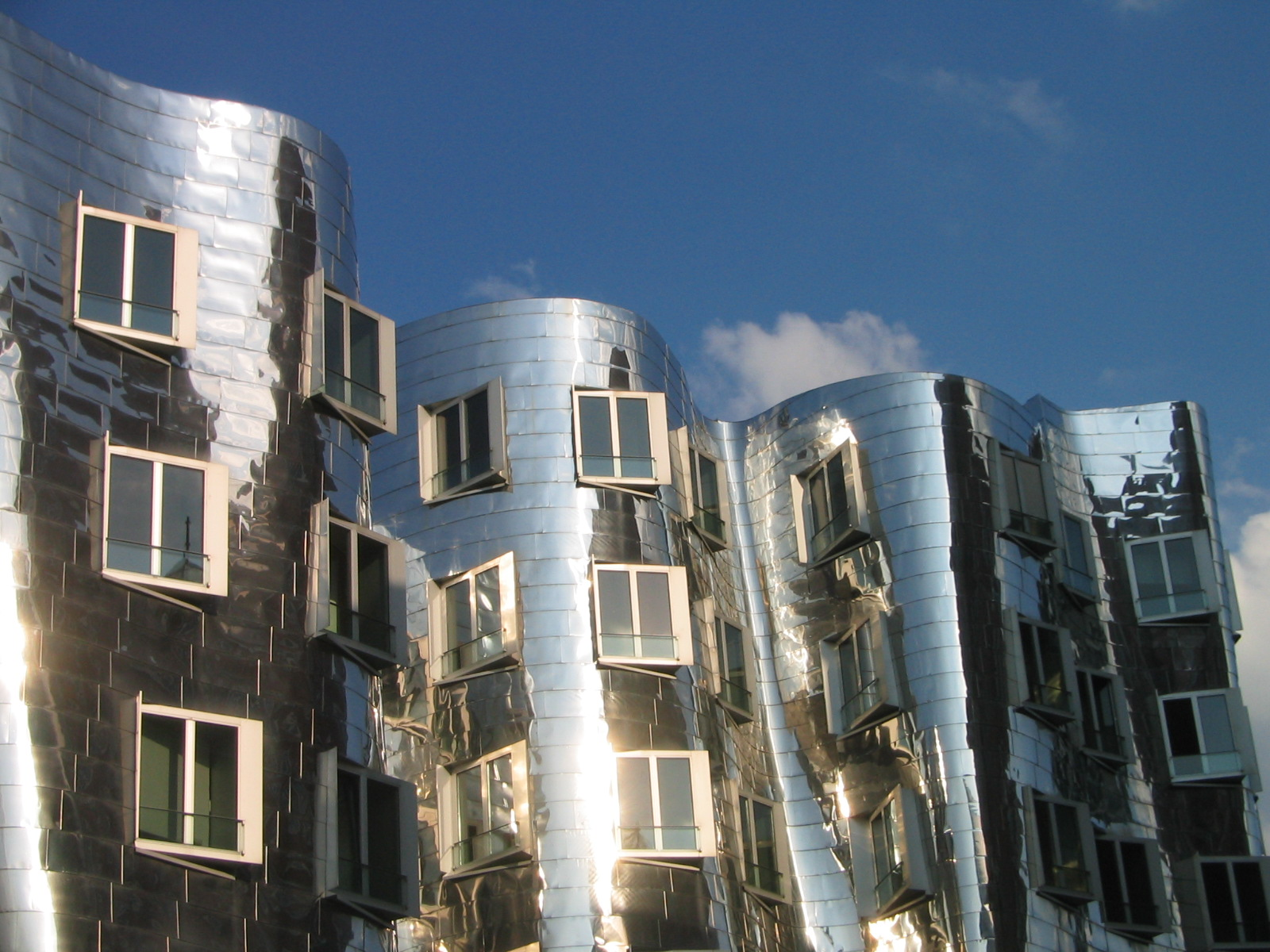
Der Neue Zollhof, Düsseldorf, Frank Gehry
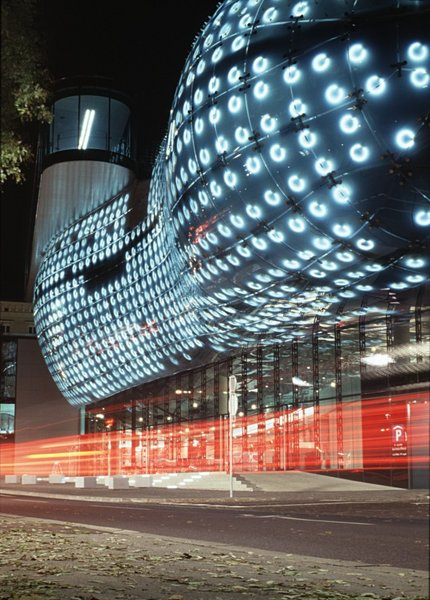
Medienfassade am Kunsthaus Graz
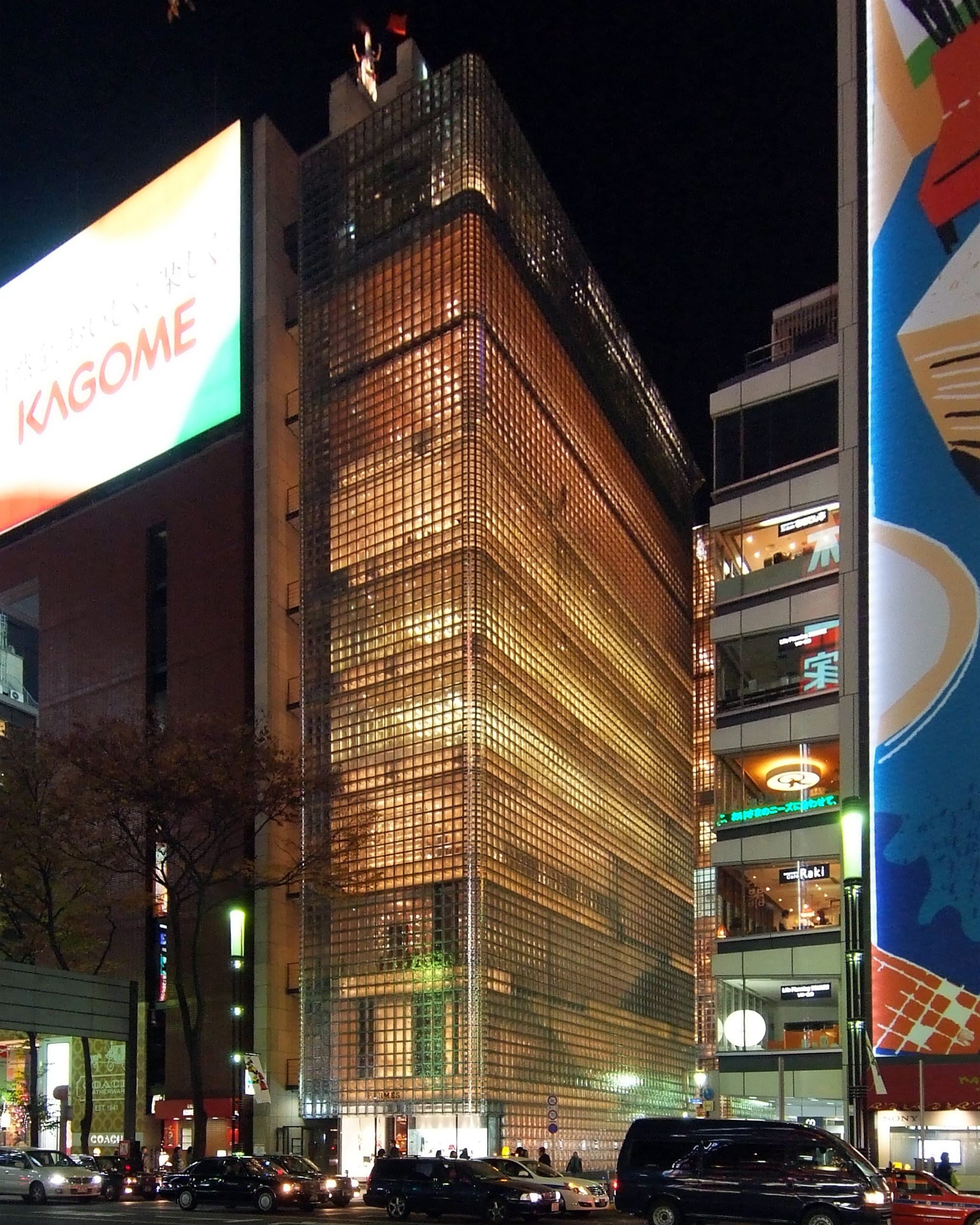
Fassade aus Glasbausteinen (Hermès Store, Tokyo)
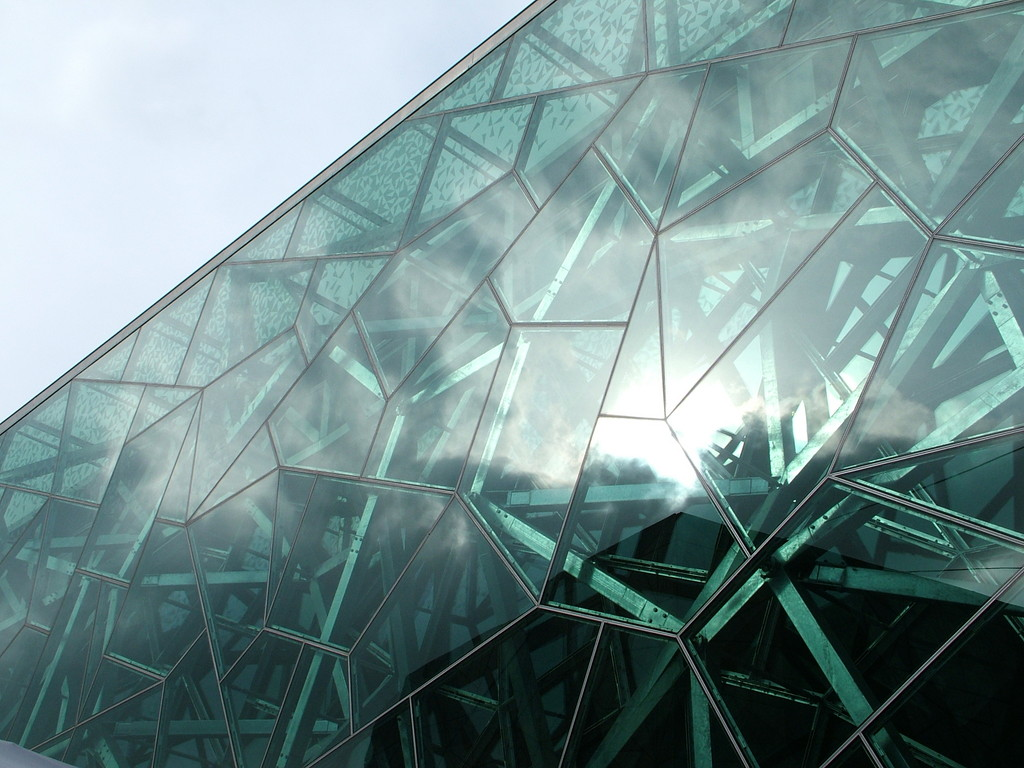
Nichtorthogonale Glasfassade
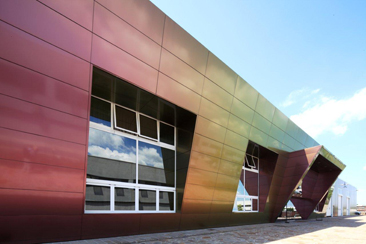
Aluminium-Verbundfassade

## Reinigung
Je nach der Anfälligkeit des verwendeten Materials für Verfärbungen und Schmutzanhaftung müssen Fassaden in sehr unterschiedlich langen Intervallen gereinigt werden. Dazu können verschiedene Methoden verwendet werden:
- Reinigung mit Maschinen wie einem Hochdruckreiniger oder Dampfstrahler.
- Trockeneis-Reinigung: Dabei werden Trockeneispellets mittels Druckluft beschleunigt; durch den entstehenden Temperaturschock platzen die Schmutzteilchen von der Fassade ab.
- Sandstrahl-Reinigung: Dabei wird die Fassade mit Sand, der mittels Druckluft beschleunigt wird, bestrahlt; durch die Schleifwirkung werden die Verschmutzungen gelöst und abgetragen.
- Reinigung mittels chemischen Reinigungs-Mitteln.

Zur Reinigung von Hochhaus-Fassaden lassen sich die Arbeiter üblicherweise an einem Fassaden-Lift vom Dach herab ab. Die Tragstruktur des Aufzugs kann häufig auf Schienen verfahren werden, die entlang des Dachrands verlegt sind.

## Nachbildungen

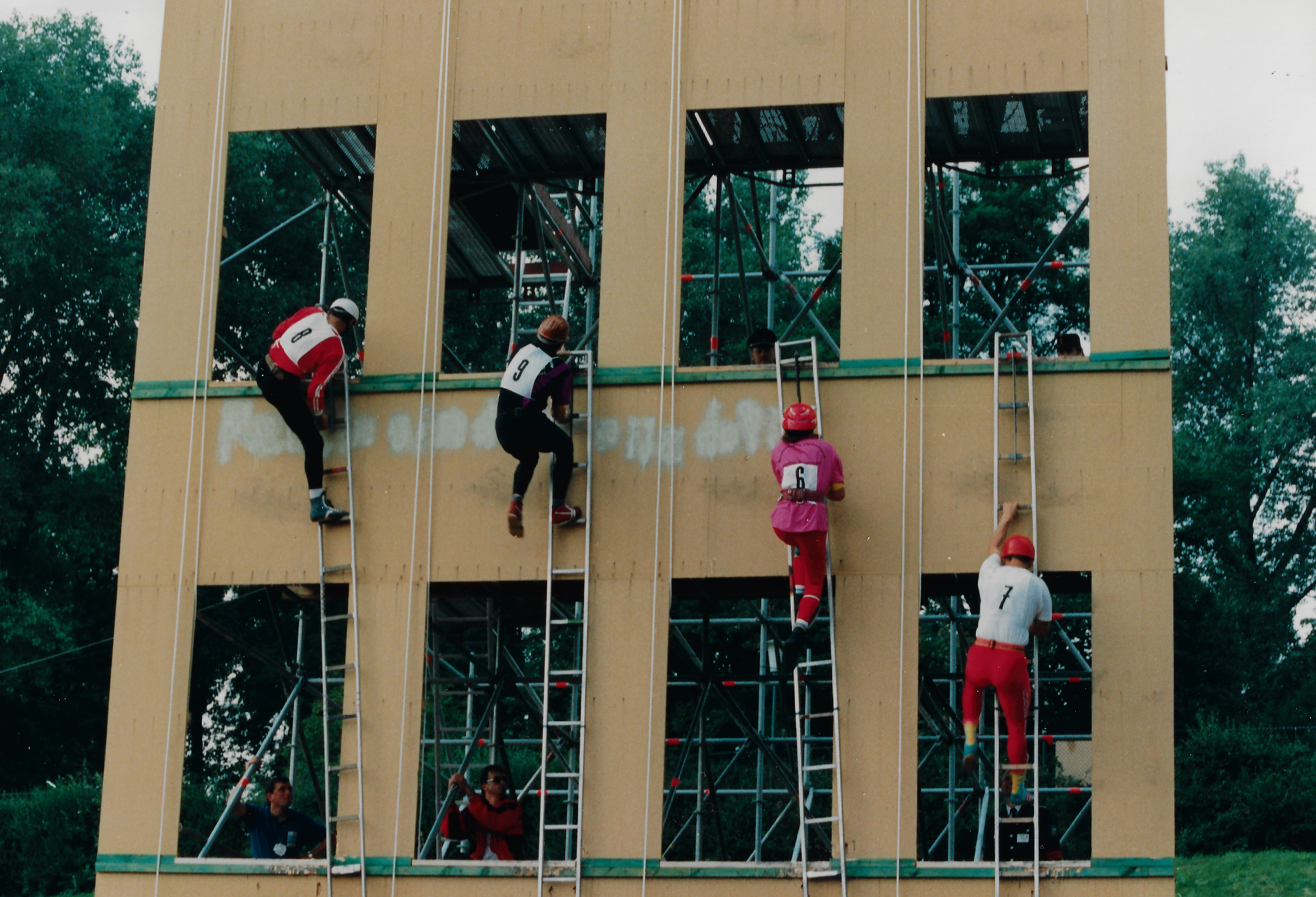
Nachbildung einer Fassade bei den X. Weltmeisterschaften des CTIF 1993 in Berlin

Für die Disziplin Hakenleitersteigen beim Feuerwehrsport wird eine Fassade mittels Gerüst nachgebildet. Diese Nachbildung ist mindestens 13,12 m hoch und verfügt über drei Etagen. Die Fenster in den drei Stockwerken sind gleich groß. Das Fensterbrett im letzten Stock befindet sich 10,85 m über dem Boden. Der Sportler hat bei Wettkämpfen der Feuerwehr nach einem Anlauf und Aufstieg mit einer Hakenleiter schnellstmöglich den dritten Stock zu erreichen.